# 4556 Gumilyov
4556 Gumilyov је астероид главног астероидног појаса чија средња удаљеност од Сунца износи 2,311 астрономских јединица (АЈ).
Апсолутна магнитуда астероида је 13,1.